# Lindsay Crouse
Lindsay Ann Crouse (Nueva York, Estados Unidos, 12 de mayo de 1948) es una actriz estadounidense.

## Biografía
Lindsay Crouse nació en Nueva York, hija de Russel Crouse, un dramaturgo, y Anna Erskine. Tras terminar sus estudios en el Radcliffe College, en 1970, comenzó su carrera de artista como bailarina, pero rápidamente probó en otros registros, como la comedia y empezó en Broadway en 1972, con la pieza Mucho ruido y pocas nueces (Much Ado About Nothing).
Su carrera cinematográfica empezó en 1976, con un papel a la televisión y películas para el cine. El 1977, actuó   en la película Slap Shot. Por su papel en la película En un lugar del corazón, fue nominada a un Oscar a la mejor actriz secundaria.
Lindsay Crouse ha aparecido en series de televisión. Entre sus papeles notables está el de Kate McBride, una oficial de policía lesbiana en Captain Furillo en 1986, una de las primeras apariciones de un personaje lésbico en una serie de televisión americana. Lindsay es igualmente conocida por su papel en la cuarta temporada de Buffy the Vampire Slayer, en que tenía el papel de la profesora Maggie Walsh. Ha intervenido también en las series CSI: Crime Scene Investigation, Columbo (temporada 8, episodio 3 - Fantasmas: doctora Joan Allenby), Criminal Minds, Law and Order, Urgencias (ER), Millennium y New York Police Blues.
Estos últimos años, Lindsay Crouse ha vuelto  al teatro.
El 2008, ha posado su voz en el documental A Sin of Place, una película sobre Virginia Lee Burton.

## Filmografía
Fuente:

### Cine
| Año  | Título                                                           | Personaje            | Notas      |
| ---- | ---------------------------------------------------------------- | -------------------- | ---------- |
| 1976 | All the President's Men (Todos los hombres del presidente [Esp]) | Kay Eddy             |            |
| 1977 | Slap Shot                                                        | Lily Braden          |            |
| 1977 | Between the Lines                                                | Abbie                |            |
| 1981 | Prince of the City (El príncipe de la ciudad [Esp])              | Carla Ciello         |            |
| 1982 | The Verdict (Veredicto final [Esp])                              | Kaitlin Costello     |            |
| 1983 | Krull                                                            | Princesa Lyssa       | Voz        |
| 1983 | Daniel                                                           | Rochelle Isaacson    |            |
| 1984 | Iceman                                                           | Dra. Diane Brady     |            |
| 1984 | Places in the Heart (En un lugar del corazón [Esp])              | Margaret Lomax       |            |
| 1987 | House of Games (Casa de juegos [Esp])                            | Margaret Ford        |            |
| 1989 | Brave Irene                                                      | Narrador             | Voz. Corto |
| 1989 | Communion                                                        | Anne Strieber        |            |
| 1990 | Desperate Hours                                                  | Brenda Chandler      |            |
| 1994 | Being Human                                                      | Janet                |            |
| 1995 | Bye Bye Love                                                     | Grace Damico         |            |
| 1995 | The Indian in the Cupboard                                       | Jane                 |            |
| 1996 | The Juror (Coacción a un jurado [Esp])                           | Tallow               |            |
| 1996 | The Arrival (Han llegado [Esp])                                  | Ilana Green          |            |
| 1997 | Prefontaine                                                      | Elfriede Prefontaine |            |
| 1998 | Progeny                                                          | Dr. Susan Lamarche   |            |
| 1999 | Stranger in My House                                             | Patti Young          |            |
| 1999 | The Insider (El dilema [Esp])                                    | Sharon Tiller        |            |
| 2000 | One Hell of a Guy                                                | Jueza Davis          |            |
| 2001 | Almost Salinas                                                   | Allie                |            |
| 2001 | Impostor                                                         | Canciller            |            |
| 2002 | Cherish                                                          | Terapista            |            |
| 2007 | Mr. Brooks                                                       | Capitana Lister      |            |
| 2013 | Somewhere Slow                                                   | Katherine Franklin   |            |

### Televisión
| Año       | Título                                                             | Personaje               | Notas                                                                                            |
| --------- | ------------------------------------------------------------------ | ----------------------- | ------------------------------------------------------------------------------------------------ |
| 1976      | Eleanor and Franklin                                               | Marjorie Bennett        | Película de televisión                                                                           |
| 1976      | The Tenth Level                                                    | Karen                   | Película de televisión                                                                           |
| 1977      | Eleanor and Franklin: The White House Years                        | Marjorie Bennett        | Película de televisión                                                                           |
| 1980      | Paul's Case                                                        | Primera actriz          | Película de televisión                                                                           |
| 1981      | Summer Solstice                                                    | Joven Maggie Burnside   | Película de televisión                                                                           |
| 1982      | Kennedy's Children                                                 | Rona                    | Película de televisión                                                                           |
| 1985      | ABC Afterschool Special                                            | Louise Sanders          | Episodio: "I Want to Go Home"                                                                    |
| 1986–1987 | Hill Street Blues                                                  | Kate McBride            | Recurrente. 5 Episodios                                                                          |
| 1987      | The Equalizer                                                      | Sarah McGee             | Episodio: "Solo"                                                                                 |
| 1988      | American Playhouse                                                 | Ronnie                  | Episodio: "Lemon Sky"                                                                            |
| 1989      | Columbo                                                            | Dra. Joan Allenby       | Episodio: "Sex and the Married Detective"                                                        |
| 1989      | CBS Summer Playhouse                                               | Annie Holscher          | Episodio: "American Nuclear"                                                                     |
| 1990      | Everyday Heroes                                                    | Janet Florine           | Película de televisión                                                                           |
| 1990      | Lifestories                                                        | Rebecca McManus         | Episodio: "Rebecca McManus and Steve Arnold"                                                     |
| 1990      | L.A. Law                                                           | Sharon Cummings         | Episodio: "Outward Bound"                                                                        |
| 1992      | Batman: The Animated Series                                        | Sra. Grant              | Voz. Episodio: "I've Got Batman in My Basement"                                                  |
| 1993      | Murder, She Wrote                                                  | Louise Anderson-Crowe   | Episodio: "Killer Radio"                                                                         |
| 1993      | Civil Wars                                                         | Dianne Ralston          | Episodios: "Captain Kangaroo Court", "A Liver Runs Through It"                                   |
| 1993      | Chantilly Lace                                                     | Rheza                   | Película de televisión                                                                           |
| 1993      | Final Appeal                                                       | Dana Cartier            | Película de televisión                                                                           |
| 1993      | Law & Order                                                        | Diane Meade             | Episodio: "Promises to Keep"                                                                     |
| 1993      | The Halloween Tree                                                 | Voces adicionales       | Película de televisión                                                                           |
| 1994      | Out of Darkness                                                    | Kim Donaldson           | Película de televisión                                                                           |
| 1994      | Traps                                                              | Laura Parkhurst         | Recurrente. 5 Episodios                                                                          |
| 1994      | L.A. Law                                                           | Sharon Cummings         | Episodio: "Finish Line"                                                                          |
| 1994      | Parallel Lives                                                     | Una Pace                | Película de televisión                                                                           |
| 1995      | CBS Schoolbreak Special                                            | Anna Leone              | Episodio: "Between Mother and Daughter"                                                          |
| 1996      | ER                                                                 | Dra. Anna Castiglioni   | Episodio: "Baby Shower"                                                                          |
| 1996      | Norma Jean & Marilyn                                               | Natasha Lytess          | Película de televisión                                                                           |
| 1996      | If These Walls Could Talk                                          | Frances White           | Segmento: "1996"                                                                                 |
| 1996      | Millennium                                                         | Ardis Cohen             | Episodio: "Kingdom Come"                                                                         |
| 1996–1997 | NYPD Blue                                                          | Jane Wallace            | Episodios: "Ted and Carey's Bogus Adventure", "Alice Doesn't Fit Here Anymore"                   |
| 1998      | Brimstone                                                          | Dra. Julia Martin       | Episodio: "Heat"                                                                                 |
| 1999      | Beyond the Prairie: The True Story of Laura Ingalls Wilder         | Caroline Ingalls        | Película de televisión                                                                           |
| 1999      | The Outer Limits                                                   | Gwen Sawyer             | Episodio: "Tribunal"                                                                             |
| 1999      | Touched by an Angel                                                | Kate                    | Episodio: "Such a Time as This"                                                                  |
| 1999      | Law & Order                                                        | Jueza Denise Grobman    | Episodio: "DNR"                                                                                  |
| 1999–2000 | Buffy the Vampire Slayer                                           | Prof. Maggie Walsh      | Recurrente. 9 Episodios                                                                          |
| 2001      | The Warden                                                         | Maureen Redmond         | Película de televisión                                                                           |
| 2001-2002 | Providence                                                         | Lauren MacKenzie        | Recurrente. 4 Episodios                                                                          |
| 2002      | Frasier                                                            | Peg                     | Episodios: "Juvenilia", "The Proposal"                                                           |
| 2002      | The Division                                                       | Donna B. / Julie M.     | Episodio: "Forgive Me, Father"                                                                   |
| 2002      | Alias                                                              | Dr. Carson Evans        | Episodio: "The Prophecy"                                                                         |
| 2002      | Beyond the Prairie, Part 2: The True Story of Laura Ingalls Wilder | Caroline Ingalls        | Película de televisión                                                                           |
| 2002      | Arliss                                                             | Sharon 'Sydney' Perelli | Episodio: "The Immortal"                                                                         |
| 2003      | Hack                                                               | Beth Kulvicki           | Episodios: "Forgive, But Don't Forget", "Black Eye", "Sinners and Saints", "All Others Pay Cash" |
| 2003      | Dragnet                                                            | Capt. Ruth Hagermann    | Recurrente. 6 Episodios                                                                          |
| 2004      | CSI: Crime Scene Investigation                                     | Dra. Mona Lavelle       | Episodio: "Ch-Ch-Changes"                                                                        |
| 2005      | Law & Order                                                        | Jueza Deirdre Hellstrom | Episodio: "Red Ball"                                                                             |
| 2005      | Criminal Minds                                                     | Mary Mays               | Episodio: "Blood Hungry"                                                                         |
| 2007      | Drive                                                              | La Jefa                 | Episodio: "Rearview"                                                                             |
| 2009–2011 | Law & Order: Special Victims Unit                                  | Jueza Andrews           | Recurrente. 7 Episodios                                                                          |
| 2010      | FlashForward                                                       | Sra. Kirby              | Episodios: "Revelation Zero: Partes 1 & 2"                                                       |

## Premios y distinciones
Premios Óscar
| Año  | Categoría               | Película                | Resultado |
| ---- | ----------------------- | ----------------------- | --------- |
| 1985 | Mejor actriz de reparto | En un lugar del corazón | Nominada  |